# Harmonia (loja maçônica)
Harmonia (Loja na Rússia) — Nome de várias lojas maçônicas, a primeira das quais surgiu no final de 1780, em Moscou, e a última, sob a jurisdição da Grande loja da Rússia sob sob o nº 1.

## A primeira loja "Harmonia"
No final de 1780, em Moscou, por insistência de Nikolai Novikov foi organizada uma loja de estudos  a loja maçônica "Harmonia", que participaram da então loja o príncipe Trubetski, Nikolai Novikov, Turgueniyev e Kutuzov dentre outros ilustres. O caráter da loja consiste no fato de que sobre a sua formação não exista muito conhecimento O termo científico se dá pelo fato de a loja ter buscado diferentes formas da maçonaria. Loja tinham em suas fileiras representantes de diferentes Ritos maçônicos, que procuravam adquirir independência na resolução de questões maçônicas.
A Ritualística não era obrigatória para os membros da loja "Harmonia". Tradicionalmente estabelecia-se reuniões para os membros da loja. O príncipe Gagarin foi o lider do Rito Sueco na Rússia, visitou a loja "Harmonia", se tornou membro honorário e, ajudou nas aspirações de seus irmãos.

## Loja "Harmonia", nº 698 da GLNF
Dia 14 de janeiro, em Paris, maçons russos  liderados pelo Jorge Dergachev foram regularizados (ritualmente aceitos) na loja de idioma russo Astrea  nº 100. Nesta mesma reunião foi criada a loja "Harmonia", a qual foi atribuído o nº 698, no registro da GLNF. Ativamente o trabalho de lojas começou no outono de 1992, em Moscou. Assim foram iniciados 12 candidatos nas primeiras reuniões das lojas. A adoção de novos membros nas lojas permitiu preparar o ambiente para a criação de mais 3 lojas russas, em 1993. Essas lojas são: "Lotus" (Moscou), "Аstrea" (São Petersburgo) e "Gamayun" (Voronej). E graças ao trabalho dos irmãos ao longo de 2 anos, com a inclusão de novos maçons, criaram condições para instituição nacional da Obediencia — Grande Loja da Rússia. Assim, a loja "Harmonia", se tornou a mãe de todas as Lojas da Grande Loja da Rússia e para todos os maçons regulares da Rússia.

## Loja "Harmonia", nº 1 GLdR
Em 24 de junho de 1995, aconteceu em Moscou a assembléia constituinte da Grande Loja da Rússia. Como fundadores da Grande Loja da Rússia participaram a Grande Loja Nacional Francesa e quatro lojas criadas por ela antes no país. Depois de instituições de todas as lojas elas entraram na composição da Grande Loja da Rússia, e receberam novos números de registro. Assim, a loja Harmonia recebeu o nº 1.
Ao longo de quase 25 anos de história da Loja, ela sofreu atualização da composição, saída de uma série de membros da loja em 2001 e 2007. Mas ainda assim ela continua seus trabalhos sob a jurisdição da GLdR. O número de irmãos em 2015 era de 30 pessoas.